# Universidade Federal do Sul e Sudeste do Pará
A Universidade Federal do Sul e Sudeste do Pará (UNIFESSPA) é uma instituição de ensino superior pública, multicampi, sediada na cidade de Marabá, com campi em Santana do Araguaia, São Félix do Xingu, Rondon do Pará e Xinguara. A lei nº 12.824, que criou a instituição, foi sancionada em 5 de junho de 2013 pela presidenta Dilma Rousseff, tornando-se vigente somente a partir de 6 de junho de 2013, com sua publicação no Diário Oficial da União.
A Unifesspa é o resultado do desmembramento do campus de Marabá da Universidade Federal do Pará. A instituição é de médio porte, e abrigava, em 2018, um total de 40 graduações em período regular, sendo 28 em Marabá, 2 em Santana do Araguaia, 3 em São Félix do Xingu, 3 em Rondon e 4 em Xinguara. Mantém, ainda, onze polos avançados de oferta intervalar, especial ou em regime de parceria em Abel Figueiredo, Bom Jesus do Tocantins, Breu Branco, Canaã dos Carajás, Itupiranga, Jacundá, Moju, Ourilândia do Norte, Piçarra, Tailândia e São Geraldo do Araguaia.
Embora jovem, a universidade tenta construir sua identidade e vocação, tendo como principais focos a questão agrária, verificada na preocupação com os cursos de Educação do Campo, Agronomia e Direito da Terra, e; os grandes empreendimentos minerais, visualizada nos cursos de Engenharia de Minas, Engenharia de Materiais e Geologia
No Ranking Universitário Folha (RUF) de 2019, a UNIFESSPA ficou na 182ª posição entre 197 universidades pesquisadas, galgando surpreendentes 10 posições desde sua primeira aparição na listagem em 2016; no RUF, os cursos mais bem qualificados da UNIFESSPA foram Engenharia Química e Agronomia. O seu Índice Geral de Cursos (IGC) de 2018 foi de faixa 4; e os cursos mais bem qualificados no IGC (2016) foram respectivamente a licenciatura em Química e o bacharelado em Agronomia.

## Histórico
A tradição universitária da UNIFESSPA teve início ainda na década de 1970, incluída na preocupação do regime militar de ocupar a região e monitorar eventuais atividades guerrilheiras. A consolidação do ensino superior no entanto viria ocorrer somente na década seguinte, culminando na instalação da nova universidade em 2013.

### Campus avançado da USP e Cemab
A primeira experiência com um campus universitário no sul e sudeste do Pará se deu com a instalação, em 15 de outubro de 1971, do "Campus Avançado da USP" na cidade de Marabá (CAUSP). O campus era uma extensão da Universidade de São Paulo fora de sua área geo-educacional, caracterizando-se pela presença permanente de universitários e professores executando atividades que visavam o desenvolvimento da microrregião onde se estabelecia. O trabalho realizado nas áreas prioritárias definidas pelo governo militar buscava implantar um modus de modernização conservadora na região. O campus inseria-se de certa forma nos objetivos do Projeto Rondon, que se encontrava em sua segunda fase no momento da instalação da estrutura em Marabá.
O CAUSP funcionou, inicialmente, em uma casa particular, na área central da Velha Marabá. Em 1972, a prefeitura construiu, ao lado, uma outra dependência, destinada a servir de escritório e residência dos diretores do campus. Estas edificações funcionaram por dez anos como refeitório, dormitório, sala de estudos, biblioteca, entre outras funções para as equipes integradas por professores e alunos que permaneciam - em sistema de rodízio - por trinta dias em Marabá. Em 1982, foi construída a sede própria do campus com recursos da Fundação Projeto Rondon, em um terreno com área de cinco hectares, onde hoje está localizado a Unidade II da UNIFESSPA.

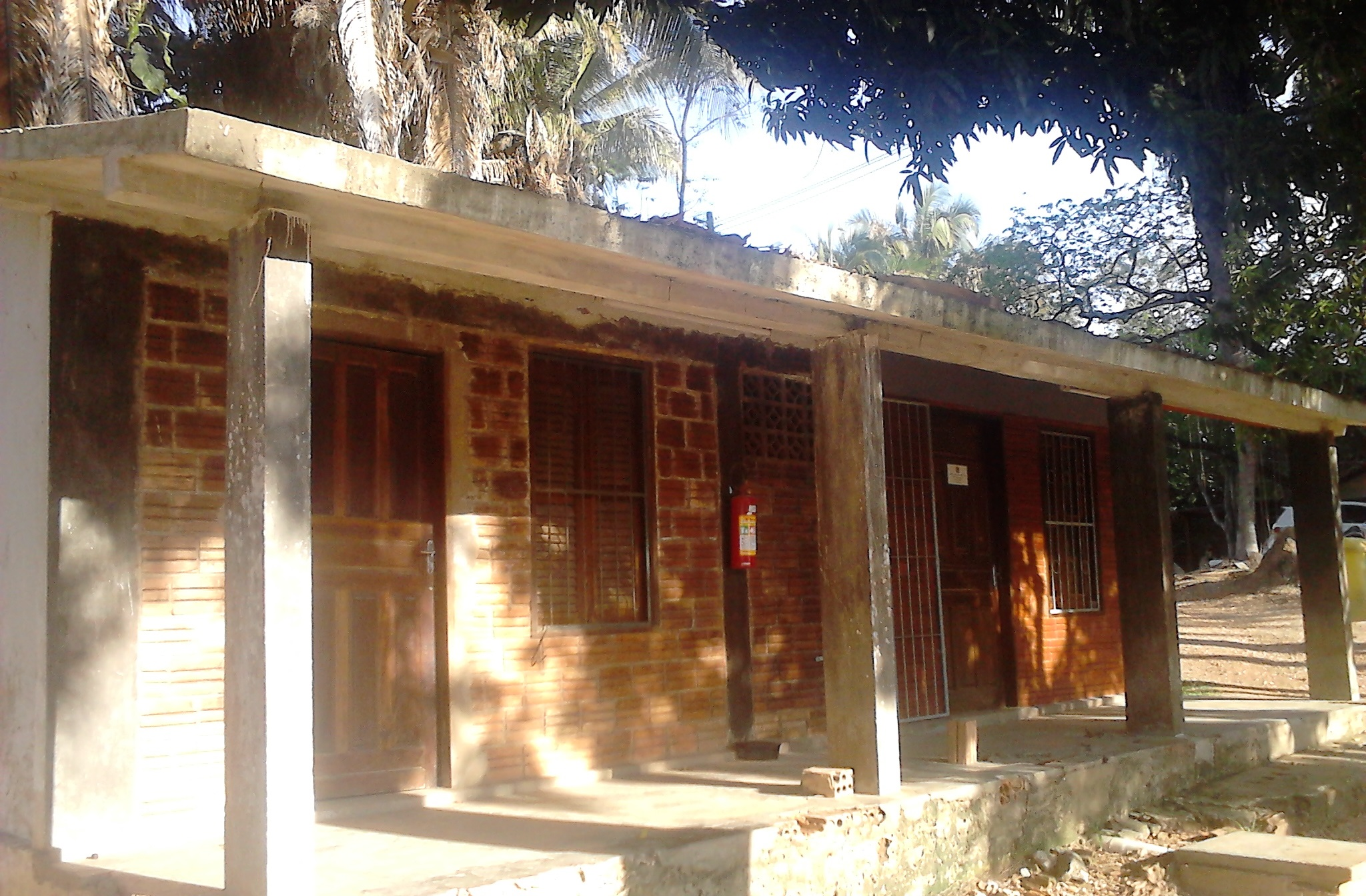
Construção que servia como alojamento de professores do antigo CAUSP, na Unidade II da instituição.

A despeito de sua característica autoritária, o campus USP teve grande relevância no estabelecimento do ensino universitário no sul e sudeste do Pará, pois os primeiros cursos da região foram estabelecidos por esta instituição, sendo os de Letras e Pedagogia em 1972, e de Ciências Sociais em 1977, sendo precursores, em certa medida, de algumas das atuais faculdades da UNIFESSPA.
Dado que mesmo o CAUSP não ofertava a quantidade cursos demandados para a região, e havia relativa oferta pública e privada em Belém, a prefeitura de Marabá incentivou a criação da Casa do Estudante Marabaense (Cemab) naquela capital, em 1980, funcionando como uma instituição de direito privado, com gestão autônoma conduzida pelos estudantes residentes, que subsistia com dotação orçamentária pública (por via de convênio). A Cemab oferecia residência em modalidade de república estudantil aos estudantes marabaenses e, dependendo da disponibilidade de outros convênios a nível estadual, era assegurado até mesmo a segurança alimentar aos residentes. Uma pequena porém importante elite intelectual local de Marabá pode usufruir da instituição até seu encerramento em 2019, marcado pelo total estabelecimento da Unifesspa.
O CAUSP enfim funcionou até 1988, e seu trabalho de maior relevância se deu na formação e reciclagem de professores e educadores de Marabá e das localidades vizinhas. O CAUSP também teve particular participação no planejamento urbanístico da cidade, que culminou no projeto da Nova Marabá. Os professores e técnicos da USP acabaram por colaborar, incentivar e criar uma importante massa pensante regional no campo do ambientalismo, indigenismo, sindicalismo e comunitarismo, além de participar no processo de planejamento urbano-regional, deixando como mais visível legado a Fundação Casa da Cultura de Marabá (FCCM), principal instituição de pesquisa e resgate histórico da região.

### UFPA campus Marabá
A suspensão de praticamente todas as atividades de ensino do CAUSP, em meados de 1985, deixou Marabá sem uma instituição de ensino superior no seu sentido mais clássico, já que o campus passou a funcionar somente voltado para a pesquisa e extensão. Rapidamente a prefeitura iniciou as negociações para suprir a lacuna, fato que culminou na instalação do "Campus Universitário da UFPA em Marabá" (CAMAR), em 5 de janeiro de 1987. O CAMAR aproveitou boa parte das estruturas do antigo campus USP, adotando inicialmente inclusive o sistema modular de ensino de sua predecessora. Em 1988 o CAUSP foi finalmente encerrado, e todas as suas estruturas foram repassadas ao CAMAR-UFPA.
O CAMAR iniciou suas atividades ofertando os cursos de Licenciatura Plena em História, Letras, Matemática, Geografia e Pedagogia. Todos eram cursos intensivos modulares, ministrados nos períodos de recesso escolar (janeiro a março e julho e agosto). Os professores deslocavam-se do campus de Belém para ministrar as aulas em Marabá.
Em 1992 são criados os cursos de período regular, com professores contratados. Era formado assim o primeiro quadro docente próprio do campus de Marabá. Os primeiros cursos ministrados em período regular foram Letras e Matemática; seguiram estes os cursos de Pedagogia, Direito e Ciências Sociais. Em sua maioria os funcionários e professores já trabalhavam em outros níveis do serviço público (funcionários municipais e estaduais), sendo cedidos para formar o primeiro corpo próprio do CAMAR.
No fim da década de 1990 a Unidade II, que até então servia como alojamento de professores vindos da capital, passa a sediar novos cursos de graduação.

### Proposta da nova universidade

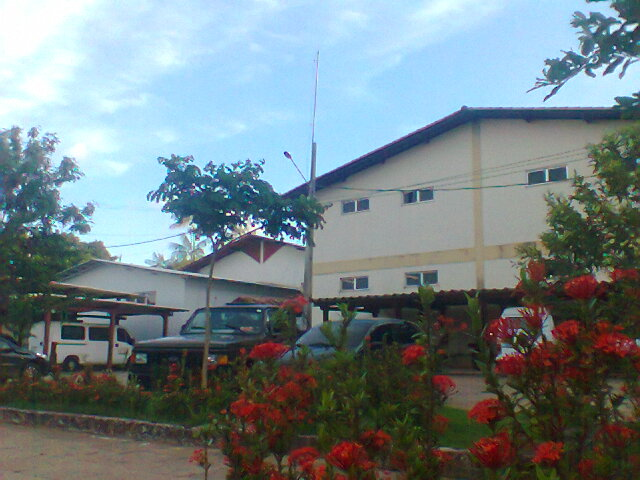
Unidade I do Campus de Marabá (folha 31), construído para servir ao CAMAR, atualmente o campus com proporcionalmente maior aproveitamento de área da Unifesspa.

Desde a retomada das propostas de divisão territorial no sudeste do Pará (com mais força desde a década de 1970), foi esboçado a possibilidade de criação de um universidade pública na região. Foi neste contexto que nos fins da década de 1980 a proposta torna-se uma das principais pautas nas discussões sobre o sudeste do Pará.
O primeiro projeto parlamentar a esboçar a criação de uma instituição de ensino superior no sul do estado, partiu do então deputado federal Haroldo Bezerra, no ano de 2001. A proposta permaneceu por muito tempo arquivada, sem conseguir o aval técnico do Ministério da Educação (MEC) para poder tramitar na Câmara.
Em 2006 um grupo de parlamentares paraenses apresentou "projeto de indicação" ao então ministro da educação, Tarso Genro. Contudo somente o então ministro da educação Fernando Haddad, deu parecer favorável a criação da universidade, realizando os estudos necessários e acertando detalhes de construção da infra-estrutura com o governo do Pará, no ano de 2010. Nesta época o projeto da universidade recebeu o nome de "Universidade Federal do Carajás" (UFEC).
Somente em maio de 2013 o projeto conseguiu ser aprovado pelo Senado, indo logo após para a sanção presidencial. A instituição foi criada oficialmente em 5 de junho de 2013, com a sanção da presidenta Dilma Rousseff. Embora já criada, recebeu auxílio técnico-jurídico da "instituição mãe", UFPA, por quatro anos, contados a partir da data de publicação no diário oficial, que ocorreu no dia 6 de junho de 2013.

### Como universidade
No dia 4 de abril de 2016 foi deflagrado o processo estatuinte da UNIFESSPA, responsável pela elaboração de um novo estatuto para a instituição, já que o vigente tem a característica de ser pro-tempore, garantindo somente o funcionamento básico da mesma, não lhe conferindo plena autonomia jurídica em relação a UFPA ainda. Em 16 de agosto de 2016 a comunidade acadêmica realizou a escolha dos membros da comissão organizadora da estatuinte, que confirmou a eleição de 5 docentes, 5 técnicos-administrativos e 5 discentes que estariam responsáveis pela elaboração da proposta do estatuto; os membros tomaram posse em 8 de setembro de 2016.
Em 6 de julho de 2016 a UNIFESSPA realizou sua primeira eleição democrática direta para os cargos de reitor e vice-reitor. A "Chapa Resistência", encabeçada pelos professores Maurílio Monteiro e Idelma Santiago, única inscrita no pleito, foi eleita com 49,07% dos votos; observando o sistema de voto paritário, a chapa ganhadora obteve a média ponderada de 64,81% dos votos da categoria docente, 65,57% dos técnicos e 16,84% entre os discentes. O professor Maurílio e a professora Idelma assumiram suas funções em cerimônia realizada no dia 10 de outubro de 2016, com o recebimento das insígnias reitorais.
Em 21 de maio de 2020 a UNIFESSPA realizou sua segunda eleição democrática direta para os cargos de reitor e vice-reitor. A chapa "Mais Unifesspa", encabeçada pelos professores Maurílio Monteiro e Idelma Santiago, foi eleita com 84,4% dos votos. Uma lista tríplice foi elaborada e enviada ao MEC contando, além do nome de Monteiro como cabeça da lista, com os nomes de Fábio dos Reis Ribeiro de Araújo (2º colocado no pleito, com 8,7% dos votos) e Francisco Ribeiro da Costa (3º colocado no pleito, com 6,9% dos votos). O governo federal resolveu não respeitar o nome mais votado e nomeou o terceiro colocado, professor Costa, que assumiu funções em 18 de setembro de 2020. A comunidade acadêmica, políticos da região e sociedade civil protestaram fortemente contra o desrespeito do governo Jair Bolsonaro ao resultado do processo democrático da Unifesspa. A despeito da decisão, os reitores cessantes Monteiro e Santiago clamaram que a comunidade se unisse em torno do nome do novo reitor professor Costa para evitar intervenção de elemento não ligado a comunidade acadêmica da universidade.

## Estrutura
Além de Marabá, a UNIFESSPA tem campi em Santana do Araguaia, São Félix do Xingu, Rondon do Pará e Xinguara. Em Marabá a UNIFESSPA conta com um campus que conta com três unidades: Unidade I (Folha 31) e Unidade II (Folha 17), que já se encontravam em funcionamento pela UFPA, e; a terceira unidade que está já está em uso, mas que vem sendo preparada para ser a "Cidade Universitária".
A universidade contará com um parque de ciência e tecnologia, e suas principais áreas de abrangência serão as engenharias, mas também contando com ciências sociais, ciências humanas, ciências da educação, linguística, ciências da saúde, ciências biológicas, ciências econômicas, ciências jurídicas e ciências exatas.
A UNIFESSPA deve oferecer 32 cursos novos, que se somarão aos 16 já existentes que faziam parte da UFPA e outros que foram criados desde a sua fundação. No total, 63 graduações serão ofertadas pela universidade quando for concluída a primeira etapa das obras da instituição. Estima-se que cerca de 12,8 mil estudantes sejam atendidos quando a universidade completar uma década de existência.

### Campus de Marabá

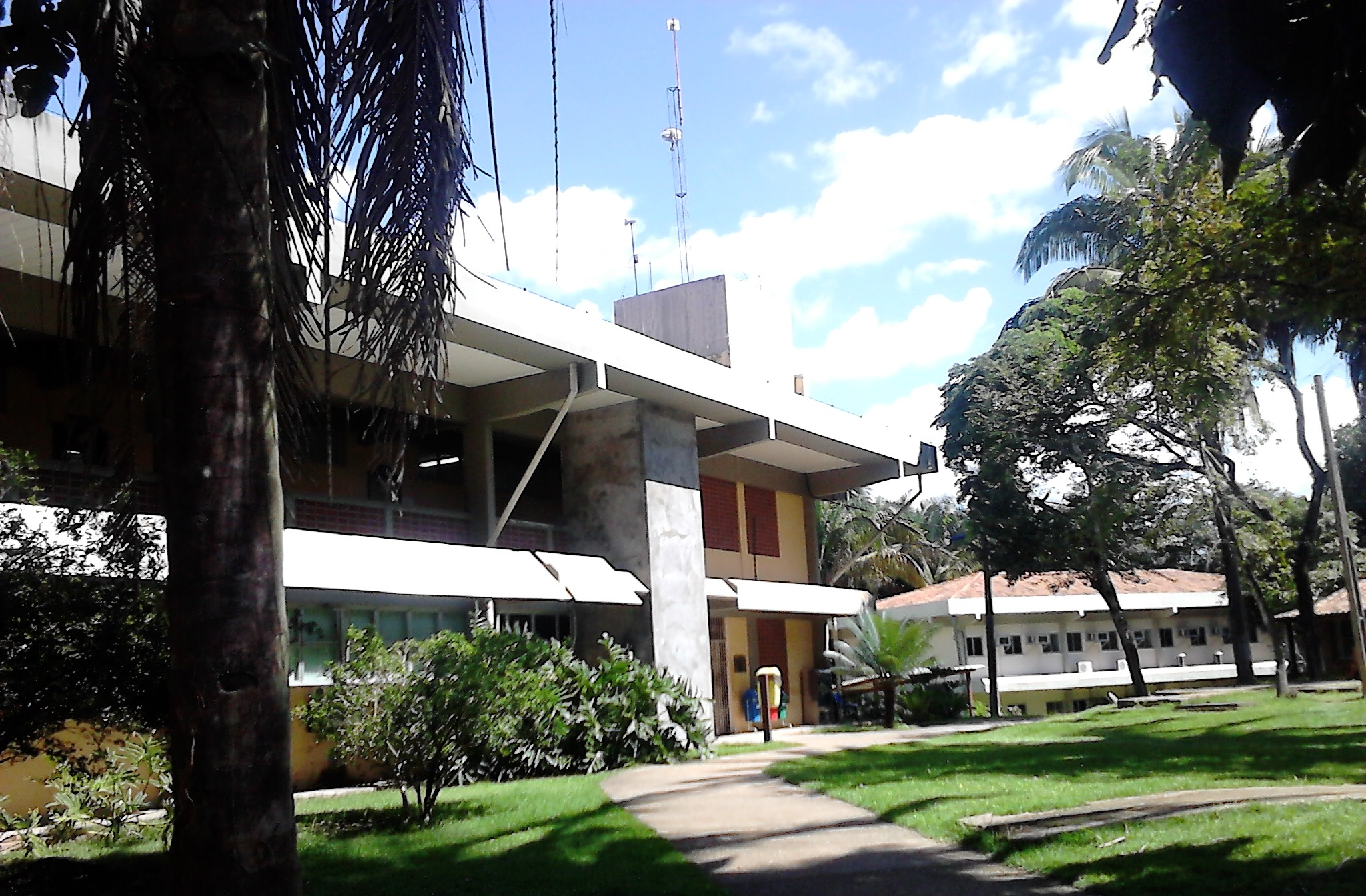
Aspecto da Unidade II do Campus de Marabá da Unifesspa.

Marabá sedia três unidades da UNIFESSPA, agregados no "Campus de Marabá". Todas as unidades estão em funcionamento pleno, entretanto a unidade-sede (apelidada de Campus do Tauarizinho) ainda está com a maior parte de suas estruturas em construção. A reitoria, no entanto, já funciona nesta unidade.
As unidades da UNIFESSPA em Marabá são as seguintes:
- Unidade I: com aproximadamente 1 hectare, está localizado no bairro Folha 31, no núcleo urbano da Nova Marabá. Foi doado à UFPA para abrigar o CAMAR, e transferido integralmente à UNIFESSPA quando da sua fundação; é carinhosamente chamado pelos alunos de "Campus Ilha Cultural", dada sua vocação para as ciências humanas e sociais.[40]
- Unidade II: com aproximadamente 5 hectares, está localizado no bairro Folha 17, no núcleo urbano da Nova Marabá. Construído em 1982, é o mais antigo território da UNIFESSPA, ainda herança do CAUSP, sendo multiuso para este; durante os primeiros anos do CAMAR-UFPA funcionou como alojamento de professores; é carinhosamente chamado pelos alunos de "Campus-Tech", dada sua vocação para as engenharias e tecnologias.[41]
- Cidade Universitária: também denominada unidade III,[42] está localizado ao fundo do bairro Cidade Jardim. Recebe também a alcunha "Campus do Tauarizinho", esta em referência ao rio Tauarizinho que delineia a extremidade norte da unidade.[43] Já está em funcionamento, inclusive sediando a reitoria, contudo a maior parte de suas estruturas encontram-se em obras; concentrará a maior parte do aparato administrativo da UNIFESSPA. Além deste, prevê-se que receba a maior parte dos cursos. Tem aproximadamente 10 hectares, e foi doado pelo empresariado de Marabá.[38]

#### Institutos de ensino
O Campus de Marabá sedia os seguintes institutos:
- Instituto de Ciências Humanas - ICH: Programa de Pós-Graduação em Dinâmicas Territoriais e Sociedade na Amazônia (mestrado acadêmico interdisciplinar), Programa de Pós-Graduação em Geografia Humana (doutorado acadêmico interinstitucional), Programa de Pós-Graduação em História (mestrado acadêmico interdisciplinar), Programa de Pós-Graduação em Rede de Educação Inclusiva (mestrado acadêmico interdisciplinar), Programa de Pós-Graduação em Rede de Educação Escolar Indígena (mestrado acadêmico interinstitucional), Faculdade de Ciências Sociais do Araguaia-Tocantins (Licenciatura e Bacharelado em Ciências Sociais), Faculdade de Educação do Campo (Licenciatura em Educação do Campo), Faculdade de História (Licenciatura em História), Faculdade de Geografia (Licenciatura e Bacharelado em Geografia) e Faculdade de Ciências da Educação (Licenciatura em Pedagogia);

- Instituto de Linguística, Letras e Artes – ILLA: Programa de Pós-Graduação Profissional em Letras (mestrado profissional), Programa de Pós-Graduação em Letras (mestrado acadêmico), Especialização em Abordagem Culturalistas (lato sensu), Faculdade de Estudos da Linguagem (Licenciatura em Letras-Inglês), Faculdade de Letras (Licenciatura em Letras-Português) e Faculdade de Artes Visuais (Licenciatura em Artes Visuais);

- Instituto de Ciências Exatas - ICE: Programa de Pós-Graduação Profissional em Física (mestrado profissional), Programa de Pós-Graduação em Química (mestrado acadêmico), Programa de Pós-Graduação em Educação em Ciências em Matemática (mestrado acadêmico), Faculdade de Física (Licenciatura em Física), Faculdade de Química (Licenciatura em Química e Licenciatura em Ciências Naturais), Faculdade de Matemática (Licenciatura em Matemática);

- Instituto de Estudos em Desenvolvimento Agrário e Regional – IEDAR: Programa de Pós-Graduação em Planejamento e Desenvolvimento Regional e Urbano na Amazônia (mestrado acadêmico), Faculdade de Ciências Agrárias de Marabá (Bacharelado em Agronomia) e Faculdade de Ciências Econômicas (Bacharelado em Ciências Econômicas);

- Instituto de Estudos em Direito e Sociedade –IEDS: Faculdade de Direito (Bacharelado em Direito e Bacharelado em Direito da Terra);[45]

- Instituto de Estudos em Saúde e Biológicas – IESB: Programa de Pós-graduação em Saúde Pública (doutorado acadêmico interinstitucional), Faculdade de Biologia (Bacharelado em Ciências Biológicas), Faculdade de Psicologia (Bacharelado em Psicologia) e Faculdade de Saúde Coletiva (Bacharelado em Saúde Coletiva);

- Instituto de Geociências e Engenharias – IGE: Programa de Pós-Graduação em Engenharias de Materiais e Metalurgia (mestrado acadêmico), Programa de Pós-Graduação em Engenharia Elétrica (mestrado e doutorado acadêmico interinstitucional), Programa de Pós-Graduação Profissional em Propriedade Intelectual e Transferência de Tecnologia para Inovação (mestrado acadêmico), Programa de Pós-Graduação Profissional em Ciências Forenses (mestrado profissional interinstitucional), Faculdade de Computação e Engenharia Elétrica (Bacharelado em Sistemas de Informação, Bacharelado em Engenharia Elétrica e Bacharelado em Engenharia da Computação), Faculdade de Engenharia de Minas e Meio Ambiente (Bacharelado em Engenharia de Minas e Meio Ambiente e Bacharelado em Engenharia Química), Faculdade de Geologia (Bacharelado em Geologia e Bacharelado em Engenharia Civil) e Faculdade de Engenharia de Materiais (Bacharelado em Engenharia de Materiais e Bacharelado em Engenharia Mecânica)

### Campus de Xinguara
Anteriormente um polo avançado, neste campus (duas unidades de ensino) funciona unicamente o Instituto de Estudo do Trópico Úmido – IETU, que tem sob sua responsabilidade os seguintes cursos de graduação:
- História - Licenciatura;
- Medicina Veterinária[47];
- Zootecnia[47];
- Geografia - Licenciatura[47].

### Campus de Rondon do Pará
O Campus de Rondon abriga a maior estrutura construída "fora de sede" da UNIFESSPA. Este campus sedia um único instituto, o Instituto de Ciências Sociais Aplicadas – ICSA que tem sob sua responsabilidade os seguintes cursos de graduação:
- Administração;
- Ciências Contábeis[48];
- Jornalismo[47].

Pós Graduação Lato Especialização em Gestão Pública e Tributária 
Pós-graduação em Gestão Estratégia de Micro e Pequenas Empresas
Está em implantação o Mestrado em Gestão de Organizações e Sistemas Públicos.

### Campus de Santana do Araguaia
Neste campus funciona unicamente o Instituto de Engenharia do Araguaia – IEA, que tem sob sua responsabilidade os seguintes cursos de graduação:
- Matemática - Licenciatura;
- Engenharia Civil.
- Arquitetura e Urbanismo

### Campus de São Félix do Xingu
Neste campus funciona unicamente o Instituto de Estudos do Xingu – IEX, que tem sob sua responsabilidade os seguintes cursos de graduação:
- Língua Portuguesa - Licenciatura;
- Ciências Biológicas – Licenciatura;
- Engenharia Florestal.

### Polos
A UNIFESSPA ainda mantém 11 polos avançados na região para oferta intervalar, especial ou em regime de parceria, todos dirigidos diretamente por Marabá, sendo:
- Abel Figueiredo: Administração;
- Bom Jesus do Tocantins: Ciências Contábeis;
- Breu Branco: Pedagogia - Parfor;[50]
- Canaã dos Carajás: Língua Inglesa - Licenciatura e Agronomia;[51]
- Itupiranga: Pedagogia;
- Jacundá: Matemática, Pedagogia e Psicologia;
- Moju: Pedagogia - Parfor;[50]
- Ourilândia do Norte: Zootecnia;
- Piçarra: Medicina Veterinária;
- Tailândia: Engenharia Florestal;
- São Geraldo do Araguaia: Sistemas de Informação.[9]

## Representação estudantil
A entidade máxima de representação estudantil da UNIFESSPA é o "Diretório Central dos Estudantes José de Ribamar Rodrigues da Silva" (DCE-JR), que tem suas bases no movimento estudantil local do CAUSP pelas Diretas Já, em 1984. Foi reorganizado em meio às lutas pelo direito á meia-passagem em Marabá, em 1993, como Diretório Acadêmico, recebendo o nome de José de Ribamar Rodrigues da Silva, que foi um proeminente líder estudantil de Marabá e estudante de licenciatura em letras; quase um ano após a elevação do CAMAR-UFPA ao estatuto de universidade, foi transformado, em 31 de maio de 2014, em Diretório Central.

## Reitores
| Reitor                       | Mandato                                        | Condição                      | Vice-reitor                             | Mandato                                        | Condição                      |
| ---------------------------- | ---------------------------------------------- | ----------------------------- | --------------------------------------- | ---------------------------------------------- | ----------------------------- |
| Maurílio de Abreu Monteiro   | 1º de julho de 2013 - 10 de abril de 2016      | Pro-tempore                   | João Crisóstomo Weyl Albuquerque Costa  | 16 de agosto de 2013 - 10 de abril de 2016     | Pro-tempore                   |
| Carlos Renato Lisboa Francês | 11 de abril de 2016 - 9 de outubro de 2016     | Pro-tempore                   | Gervásio Protásio dos Santos Cavalcante | 12 de abril de 2016 - 28 de abril de 2016      | Pro-tempore                   |
| Maurílio de Abreu Monteiro   | 10 de outubro de 2016 - 15 de setembro de 2020 | Reitor eleito empossado       | Idelma Santiago da Silva                | 10 de outubro de 2016 - 15 de setembro de 2020 | Vice-reitora eleita empossada |
| Francisco Ribeiro da Costa   | 16 de setembro de 2020 - presente              | Nomeação do 3º lista tríplice | Lucélia Cardoso Cavalcante Rabelo       | 29 de setembro de 2020 - presente              | Nomeação por indicação        |

## Pessoas notáveis
- Airton Souza — alumnus, linguista e escritor;[60]
- Evandro Medeiros — pedagogo, ativista político e professor;[61]
- Jean Hébette — sociólogo e ex-professor;[62]
- Rildo Brasil — alumnus, pintor e cartunista.[63]